# Ghosts of Cité Soleil
Ghosts of Cité Soleil er en dokumentarfilm fra 2007 instrueret af Asger Leth.

## Handling
Filmen handler om de to brødre, bandelederne 2pac og Bily, og deres kamp for overlevelse og magt i Haitis værste ghetto, Cité Soleil. De to brødres had og kærlighed til hinanden, deres trekantsdrama med den franske nødhjælpsarbejder, Lele, og deres umulige pagt med præsident Aristide i hans desperate forsøg på at bibeholde magten, er omdrejningspunkterne i dette hårdt pumpede drama – hvor våben, mord og gangstere er en del af hverdagen. Men samtidig er det også fortællingen om drømme, håb og ambitioner om et liv langt væk fra ghettoen i Cité Soleil, hvor hip hop og rap-musik udgør en livsbekræftende del af håbet om et bedre liv.